# Observatoire de Jodrell Bank
L'Observatoire de Jodrell Bank (en anglais : Jodrell Bank Observatory, à l'origine la Jodrell Bank Experimental Station puis, de 1966 à 1999, les Nuffield Radio Astronomy Laboratories) est un observatoire de radioastronomie dépendant de l'Université de Manchester. Il est situé près de Goostrey, dans le Cheshire, dans le nord-ouest de l'Angleterre.
Le nom de « Jodrell Bank » vient du nom du terrain sur lequel a été érigé l'observatoire. Jodrell est le nom du propriétaire terrien à l'époque et bank désigne une rive en anglais.

## Historique
L'observatoire est fondé en 1945.
Il est inscrit sur la liste du patrimoine mondial de l'UNESCO le 7 juillet 2019.

## Radiotélescopes
L'observatoire astronomique de Jodrell Bank héberge plusieurs radiotélescopes :
- télescope Transit (démonté) ;
- télescope Lovell ;
- radiotélescope Mark II.

## Axes de recherche
Cet observatoire a joué un rôle important dans la recherche des quasars et des pulsars. En 1979, des scientifiques travaillant à Jodrell Bank ont annoncé avoir détecté pour la première fois une lentille gravitationnelle, confirmant ainsi la théorie de la relativité générale d'Einstein.

## Photos

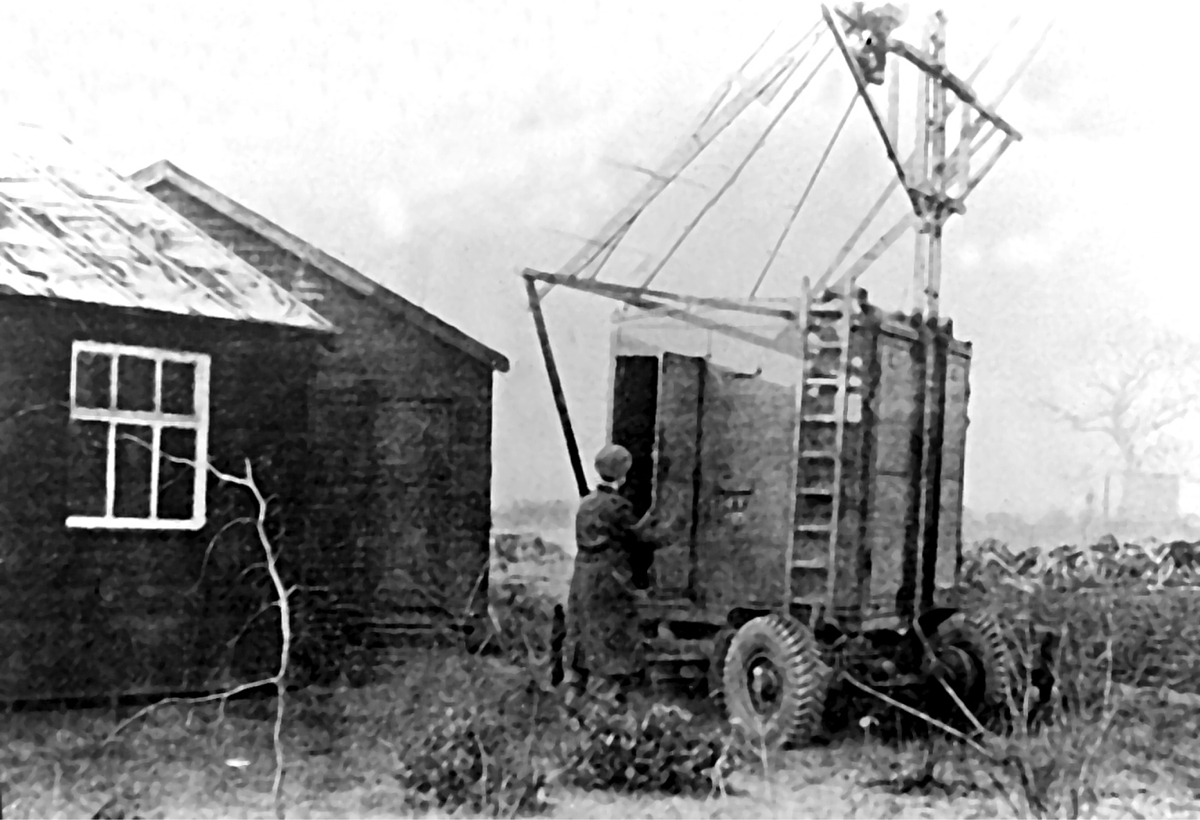
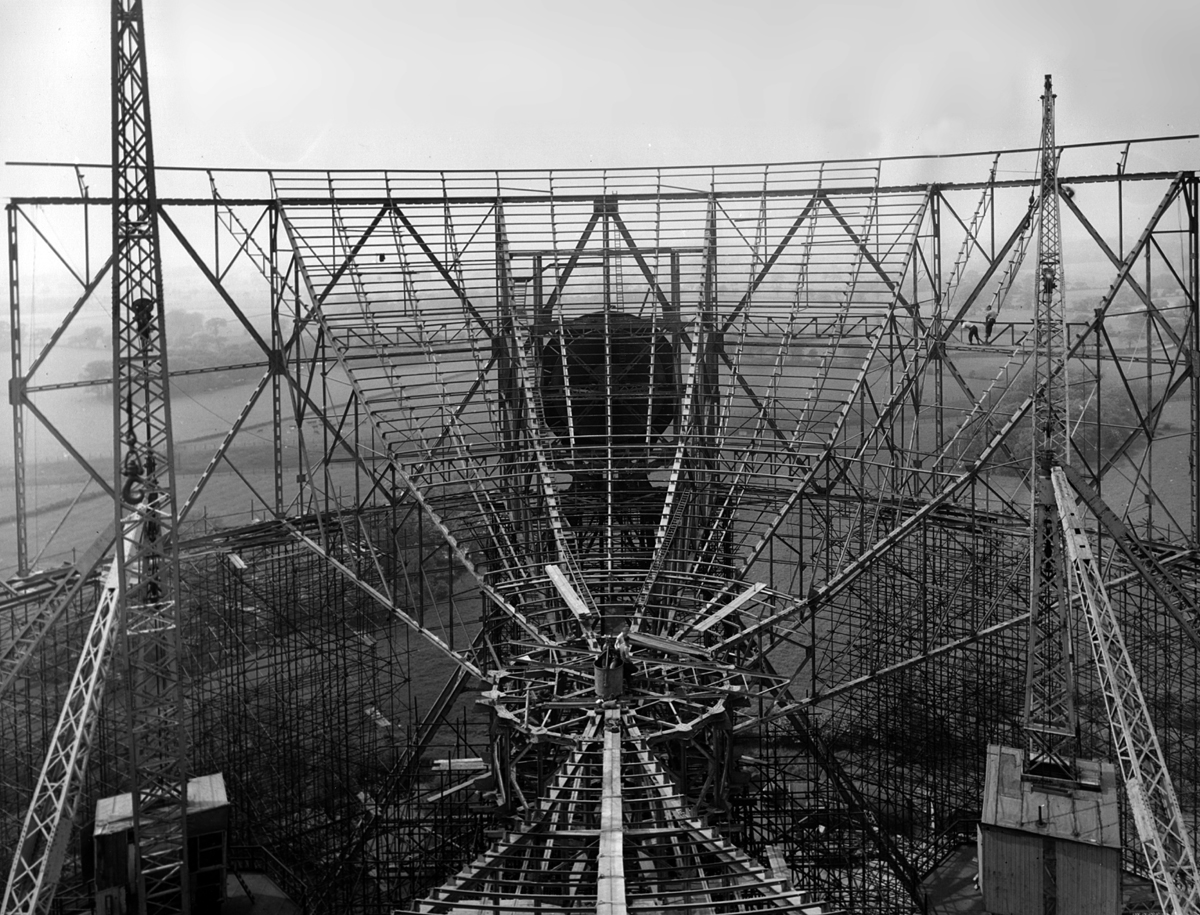
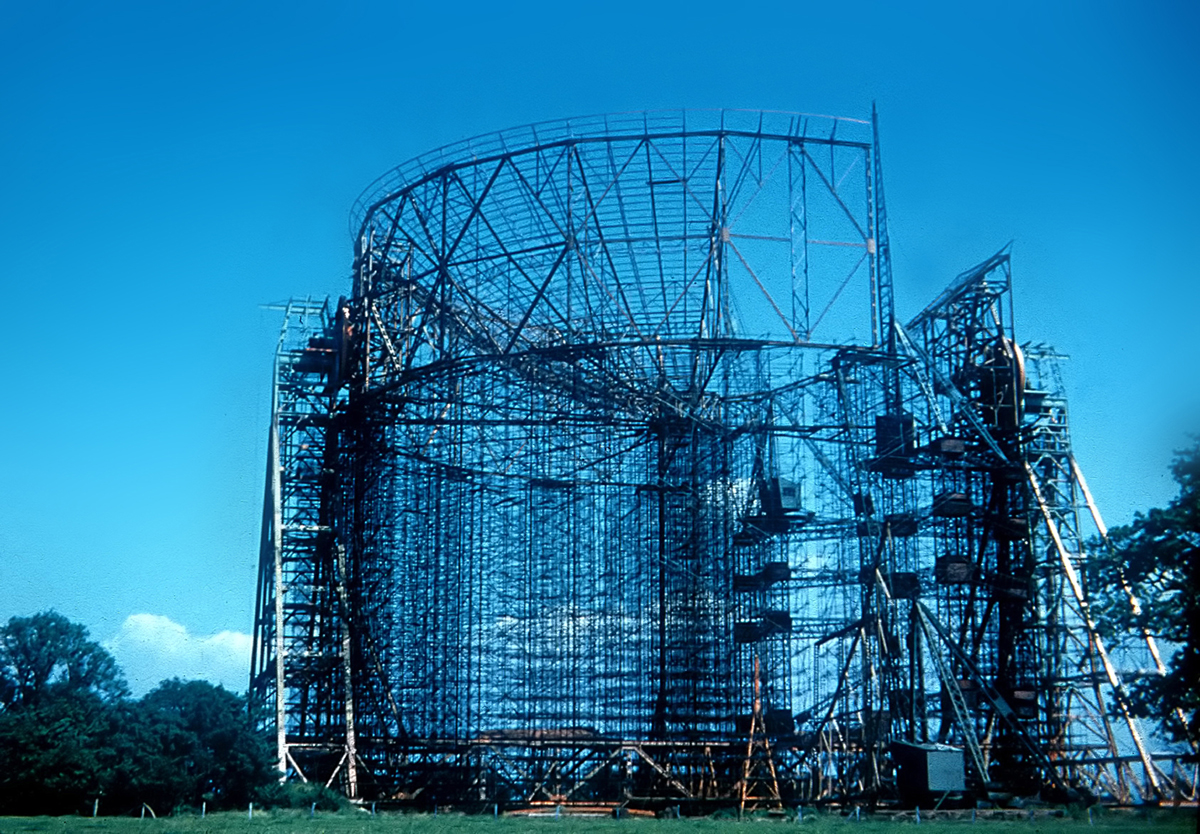
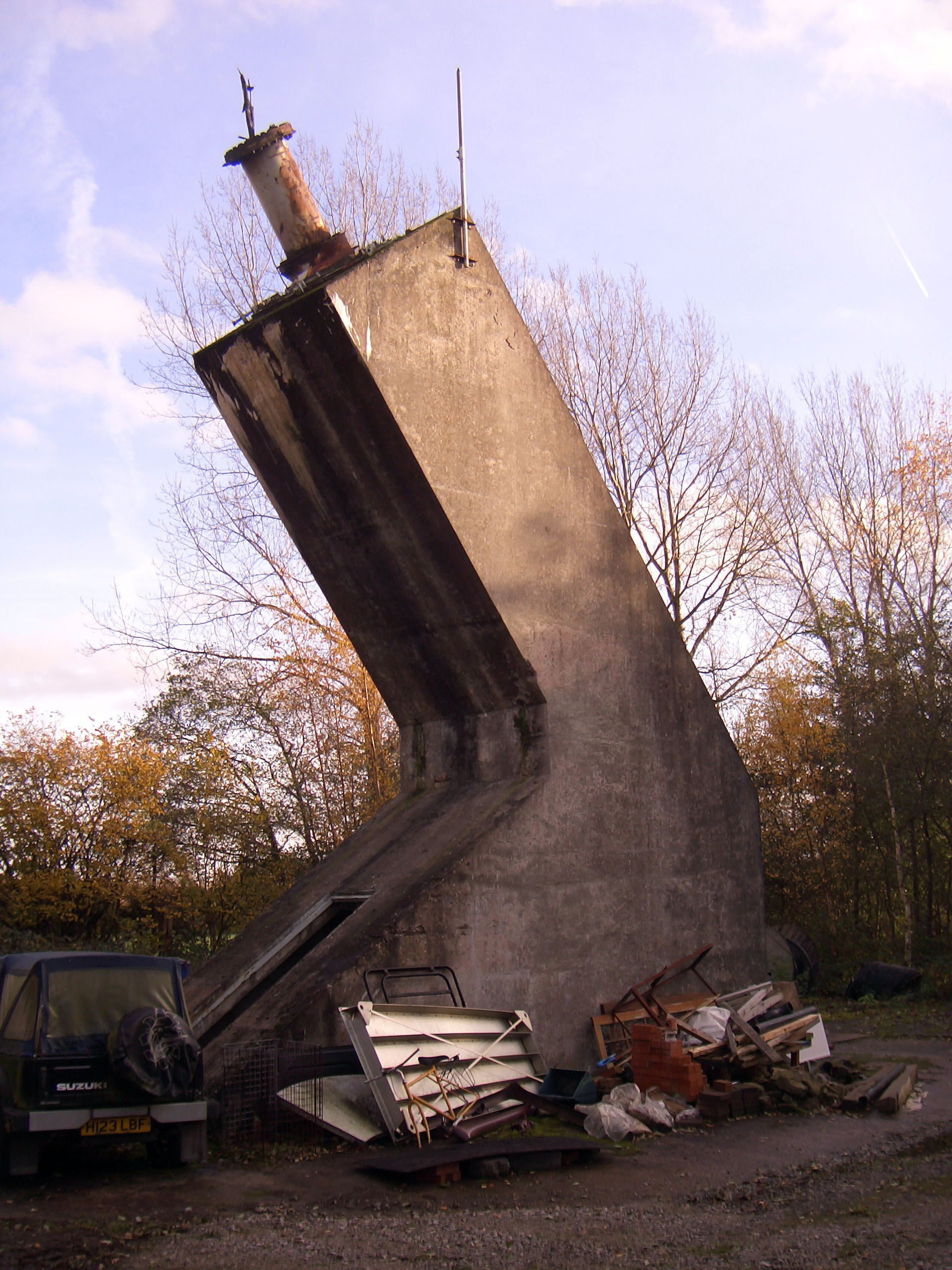
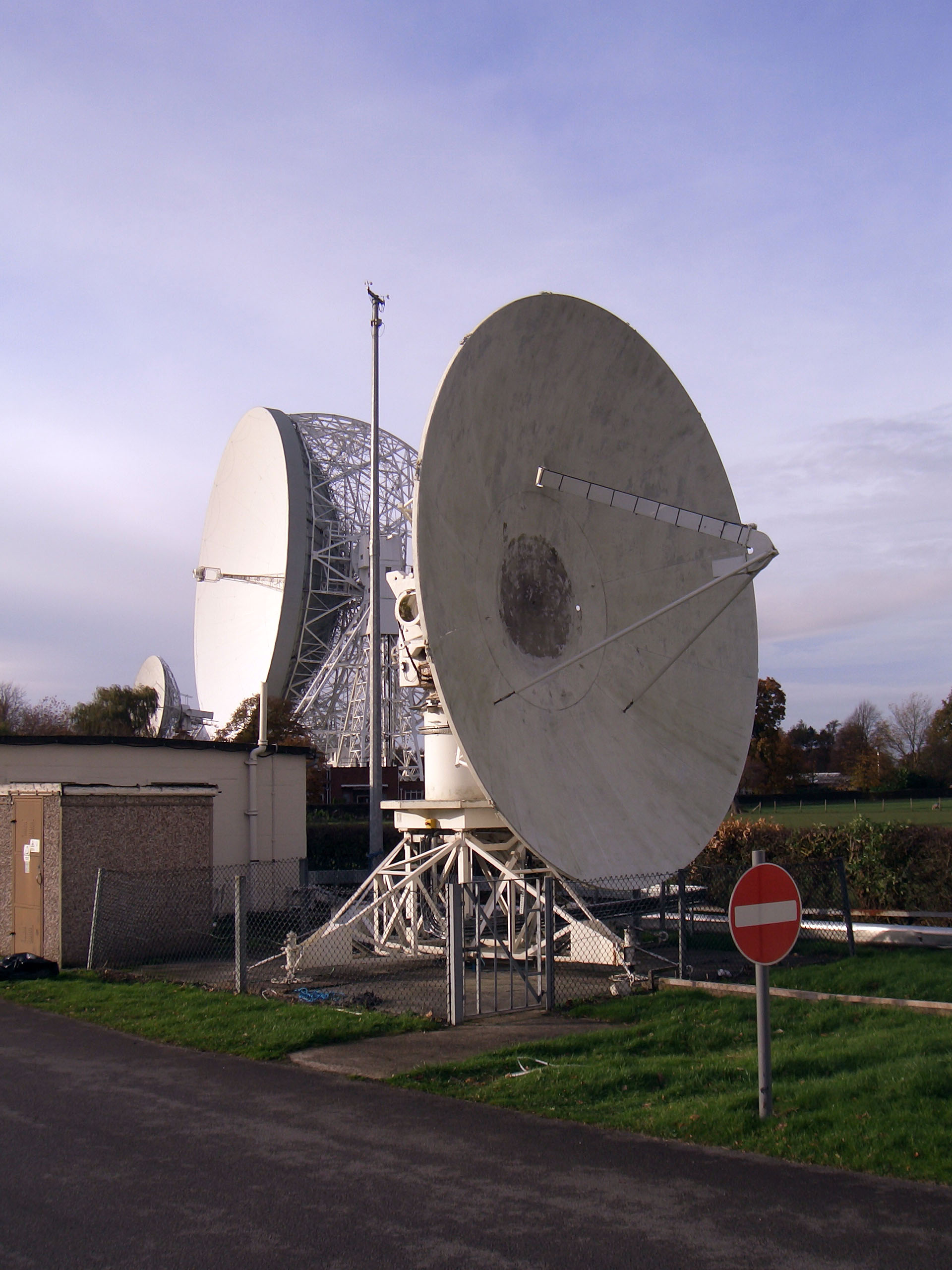
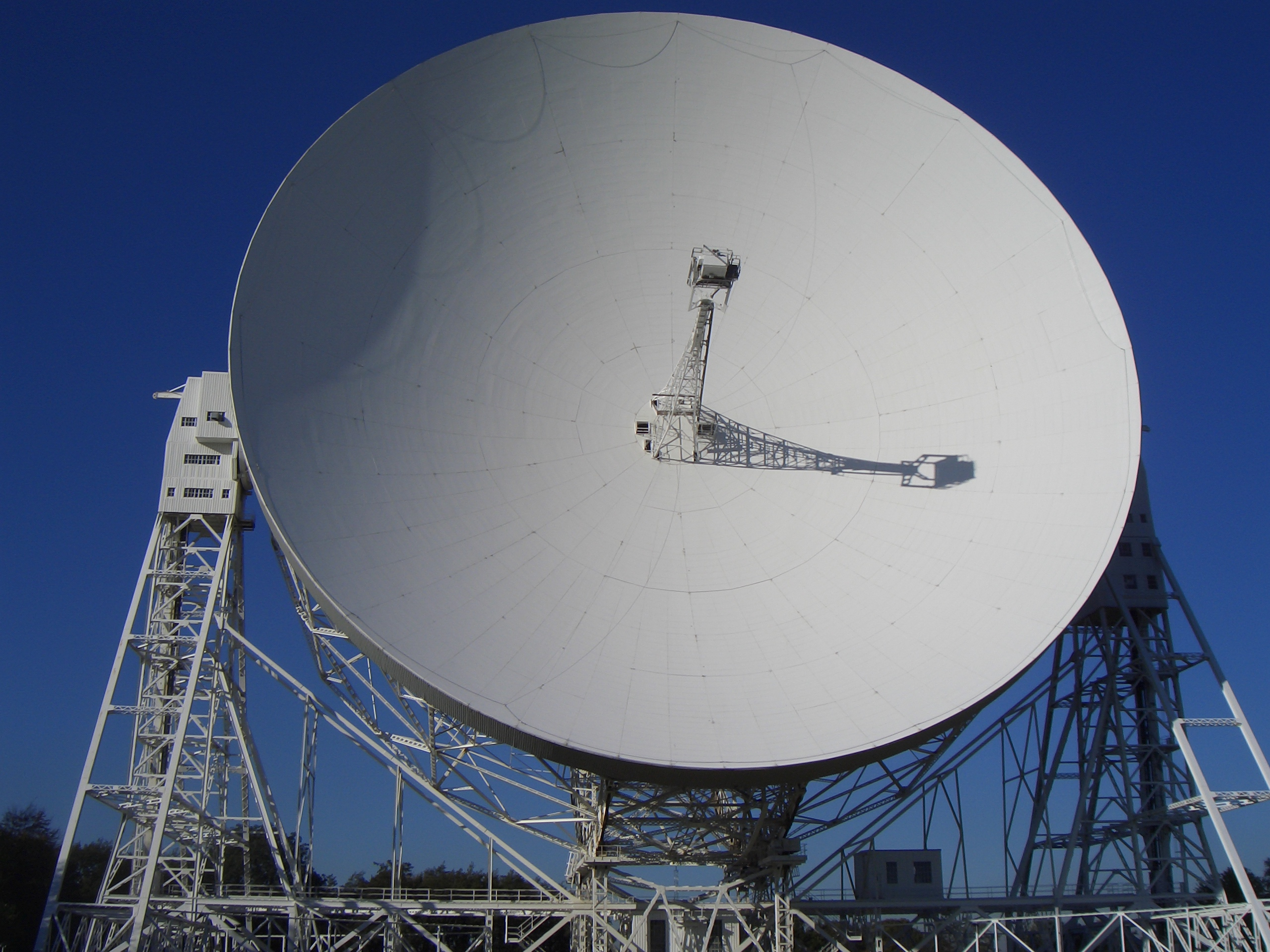
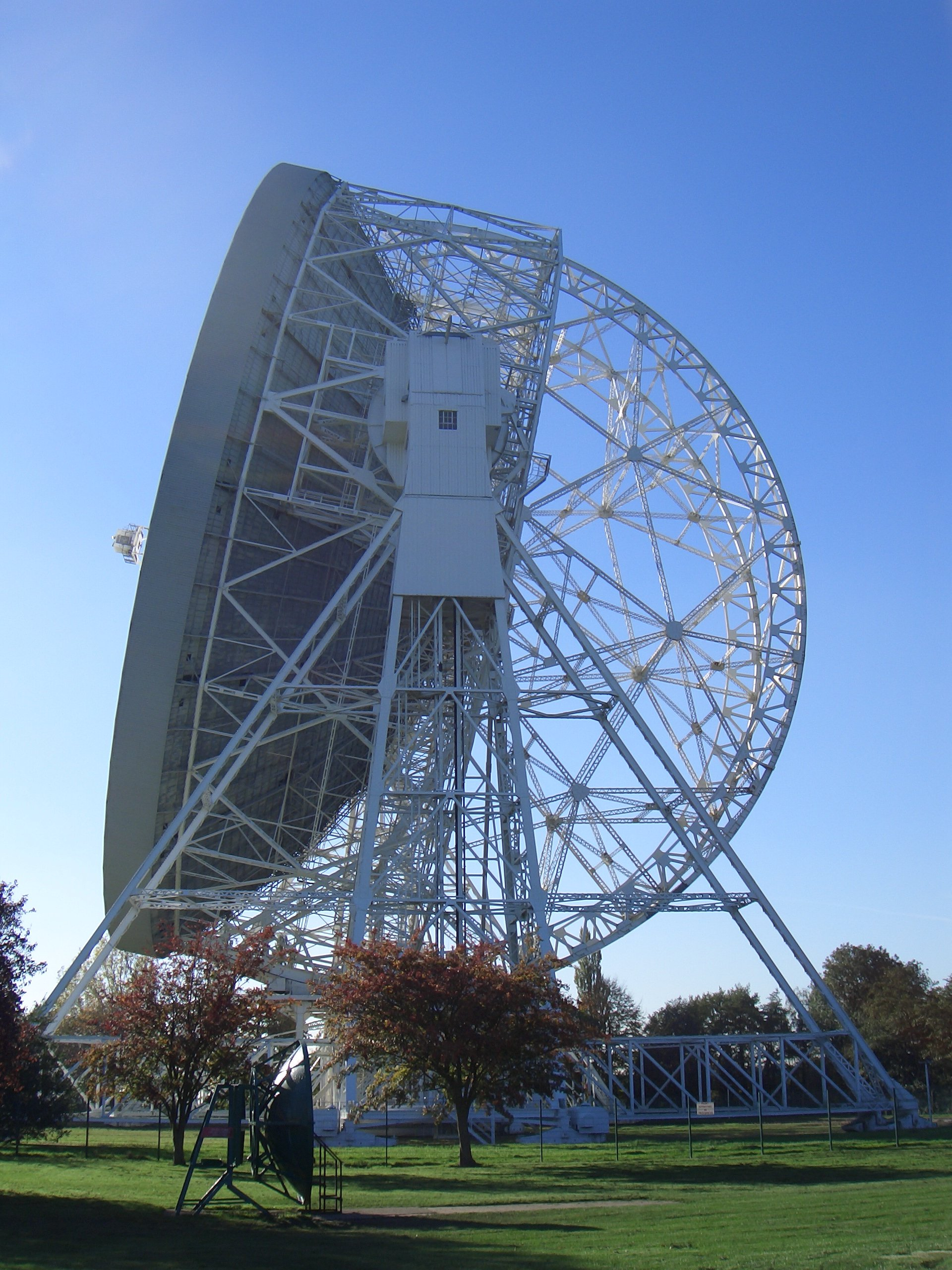
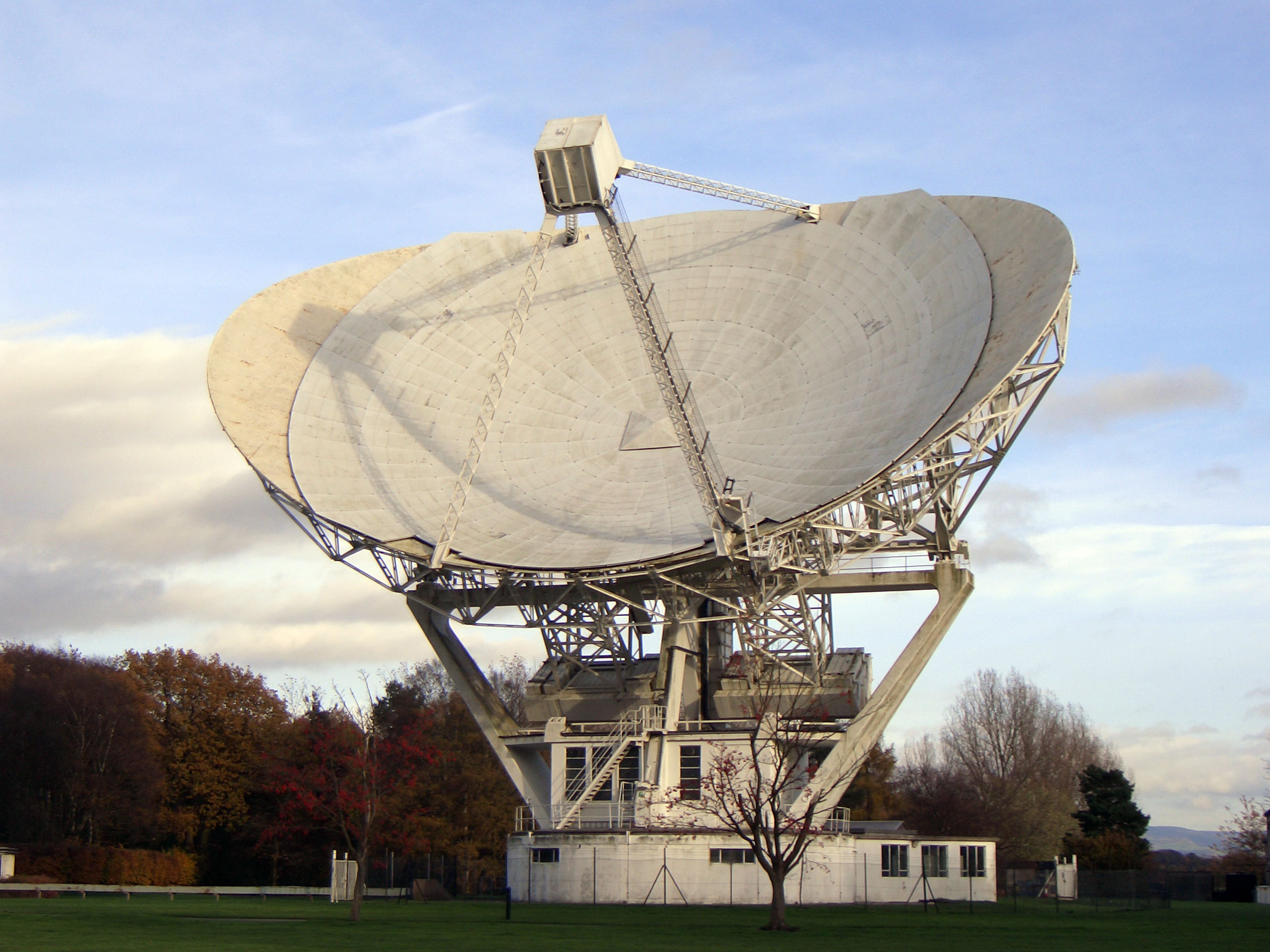